# Лінн Тауншип (округ Лігай, Пенсільванія)
Лінн Тауншип (англ. Lynn Township) — селище (англ. township) в США, в окрузі Лігай штату Пенсільванія. Населення — 4232 особи (2020).

## Демографія
Згідно з переписом 2010 року, у селищі мешкало 4229 осіб у 1600 домогосподарствах у складі 1206 родин. Було 1692 помешкання
Расовий склад населення:
| - 97,1 % — білих - 0,6 % — чорних або афроамериканців - 0,4 % — азіатів - 0,2 % — корінних американців - 0,1 % — вихідців з тихоокеанських островів |

До двох чи більше рас належало 1,1 %. Частка іспаномовних становила 2,8 % від усіх жителів.
За віковим діапазоном населення розподілялося таким чином: 22,7 % — особи молодші 18 років, 65,8 % — особи у віці 18—64 років, 11,5 % — особи у віці 65 років та старші. Медіана віку мешканця становила 41,6 року. На 100 осіб жіночої статі у селищі припадало 100,9 чоловіків;  на 100 жінок у віці від 18 років та старших — 102,4 чоловіків також старших 18 років.
Середній дохід на одне домашнє господарство  становив 74 023 долари США (медіана — 60 074), а середній дохід на одну сім'ю — 87 172 долари (медіана — 79 236). Медіана доходів становила 50 461 долар для чоловіків та 44 261 долар для жінок. За межею бідності перебувало 7,8 % осіб, у тому числі 5,3 % дітей у віці до 18 років та 10,7 % осіб у віці 65 років та старших.
Цивільне працевлаштоване населення становило 2207 осіб. Основні галузі зайнятості: освіта, охорона здоров'я та соціальна допомога — 26,4 %, виробництво — 13,5 %, роздрібна торгівля — 11,7 %.